# Việt Linh
Việt Linh, nata Nguyễn Việt Linh (Saigon, 2 dicembre 1952) è una regista, sceneggiatrice e scrittrice vietnamita.

## Biografia
Ha iniziato a lavorare nel cinema all'inizio del 1971. Tra il 1980 e il 1985 ha studiato alla VGIK nell'ex Unione Sovietica, diplomandosi nel 1985. Ha poi iniziato a lavorare per lo studio cinematografico statale Giải Phóng del Vietnam a Ho Chi Minh City, completando sette lungometraggi dal 1986 al 2002 e successivamente scrivendo libri sul cinema per il mercato vietnamita. Il suo film del 1999, The Building, è stato presentato al 21º Festival Internazionale del Cinema di Mosca. Attualmente vive e lavora a Parigi, Francia.

## Filmografia
- Nơi bình yên chim hót (The Birds Sang in a Tranquil Place) (1986)[4]
- Phiên tòa cần chánh án (1987)
- Gánh xiếc rong (1988)
- Dấu ấn của quỷ  (1992)
- Chung cư (The Building) (1999)
- Mê Thảo, Thời Vang Bóng (The Glorious Time in Me Thao Hamlet) (2002)